# Missões (1906)

Фотографія Missões

Missões — один з чотирьох річкових канонерських човнів типу «Акре» ВМС Бразилії.

## Походження назви
Це перший корабель бразильського флоту з такою назвою. Вона на честь міжнародного арбітражного територіального спору між Бразилією та Аргентиною, у якому президент США Гровер Клівленд ухвалив рішення на користь Бразилії

## Історія служби
Корабель був замовлений у 1904 році міністром військово-морського флоту адміралом Жуліо Сесаром де Норонха (Júlio César de Noronha) за часів президентства Франсіску Алвеса і побудований Yarrow & Company в Іст-Енді, Англія, для поповнення флотилії Амазонки.
У склад ВМС включений в 1906 році, а утилізований 4 січня 1934 року.
Був озброєний 1906 року у Військово-морському арсеналі міста Пара.
8 жовтня 1910 року за наказом командира флотилії Амазонки корвет-капітана Франциско Коста Мендеса корабель обстріляв місто Манаус під час інциденту відомого як «бомбардування Манауса».
Він був виключений зі складу флоту повідомленням № 582 від 17 жовтня 1933 року. Missões прослужив найдовше серед кораблів свого типу.